# Новомусино (Кабаковский сельсовет)
Новому́сино (баш. Яңы Муса) — деревня в Кармаскалинском районе Республики Башкортостан Российской Федерации. Входит в состав Кабаковского сельсовета.

## География

### Географическое положение
Расстояние до:
- районного центра (Кармаскалы): 18 км,
- ближайшей ж/д станции (Кабаково): 7 км.

## Население
| 2002 | 2009 | 2010 |
| ---- | ---- | ---- |
| 6    | ↘2   | ↗4   |